# 马德森乐队
马德森（Madsen）是一支德国的摇滚乐队。其中三位成员是兄弟，姓“马德森”，因而成为乐队名字。其音乐风格混合了流行、摇滚、朋克，结合德语歌词。乐队於2005年发行首张专辑，在德国音乐榜排名23位。

## 乐队成员

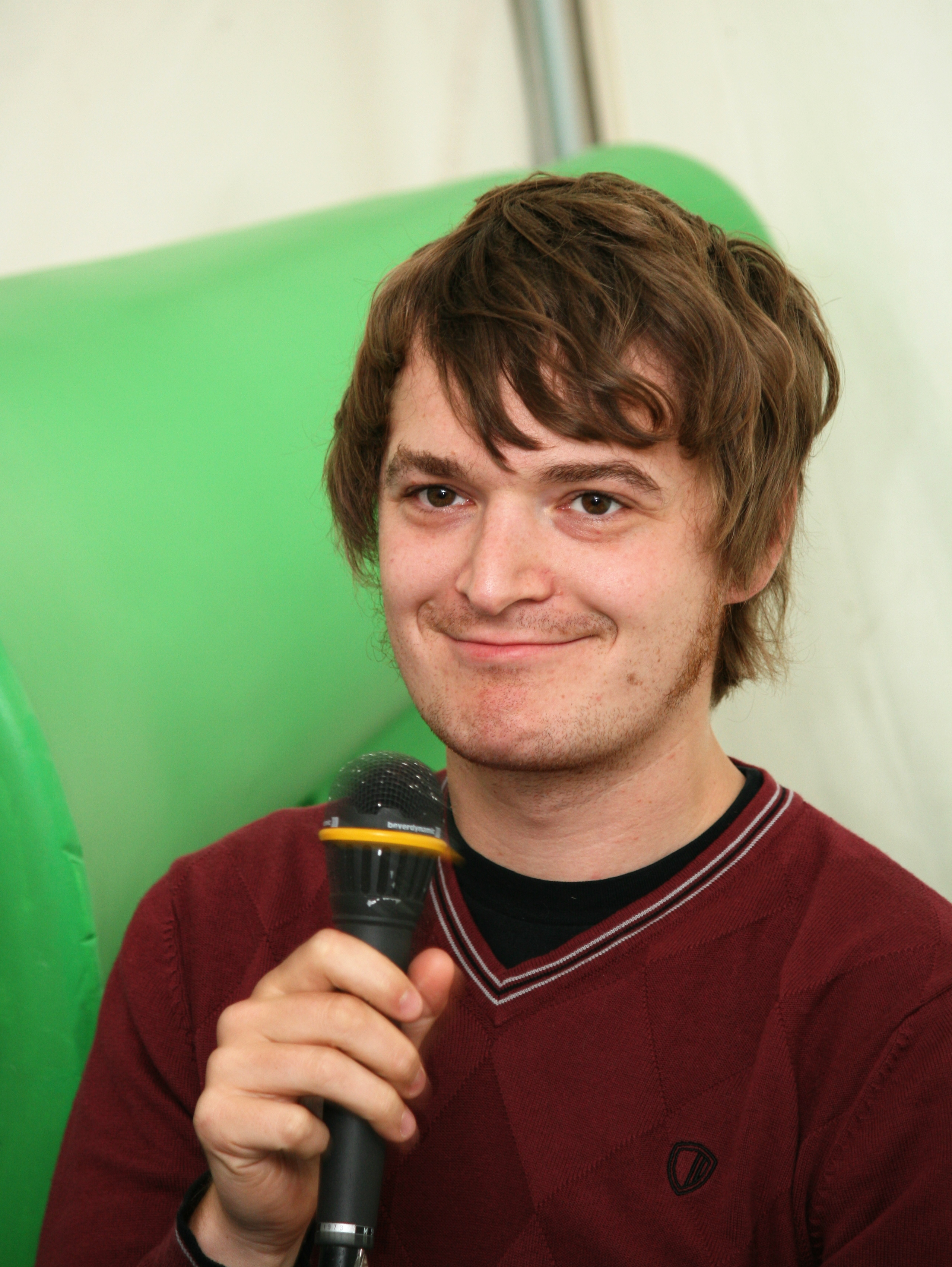
塞巴斯蒂安·马德森（Sebastian Madsen）：吉他和主唱
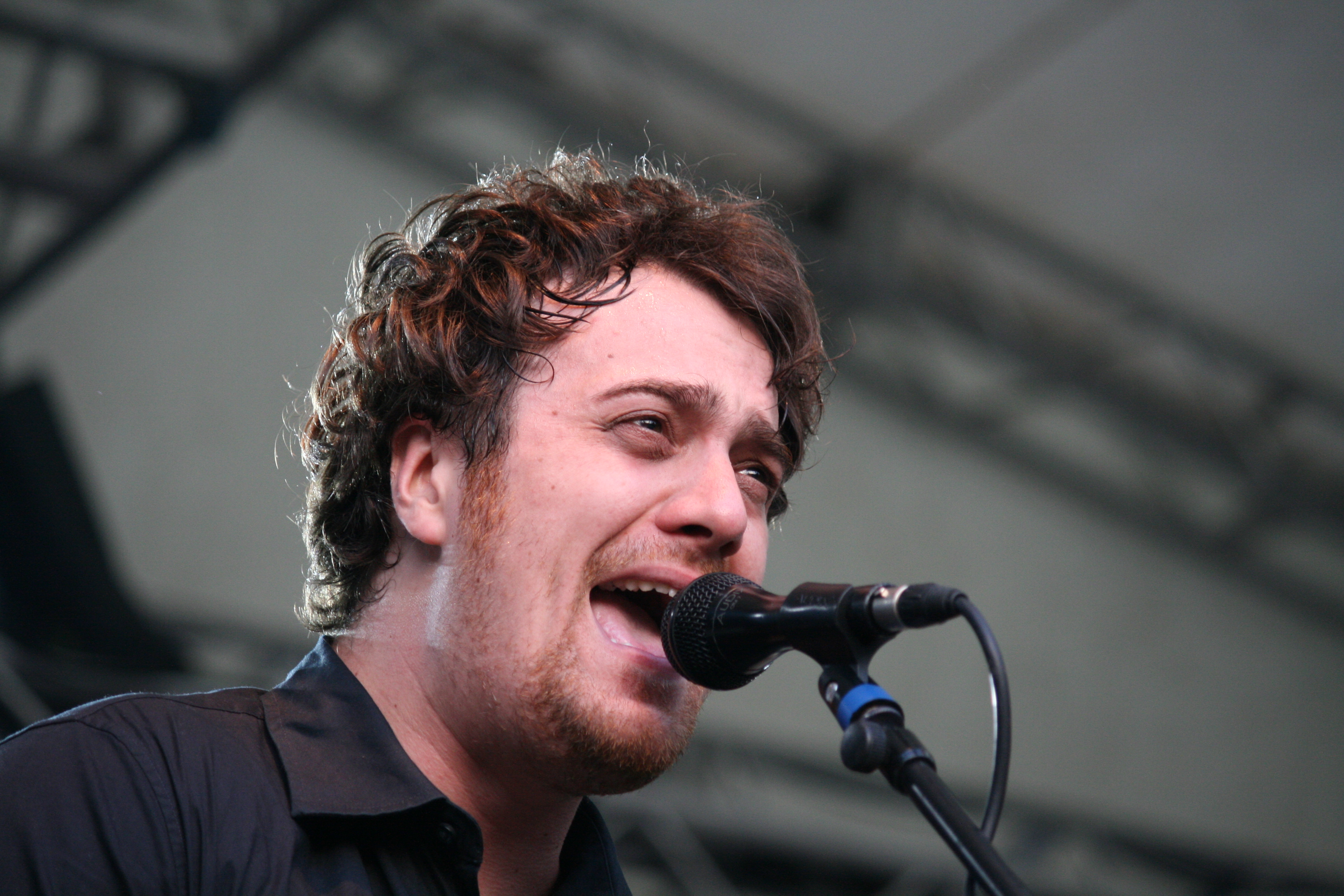
约翰尼斯·马德森（Johannes Madsen）：吉他
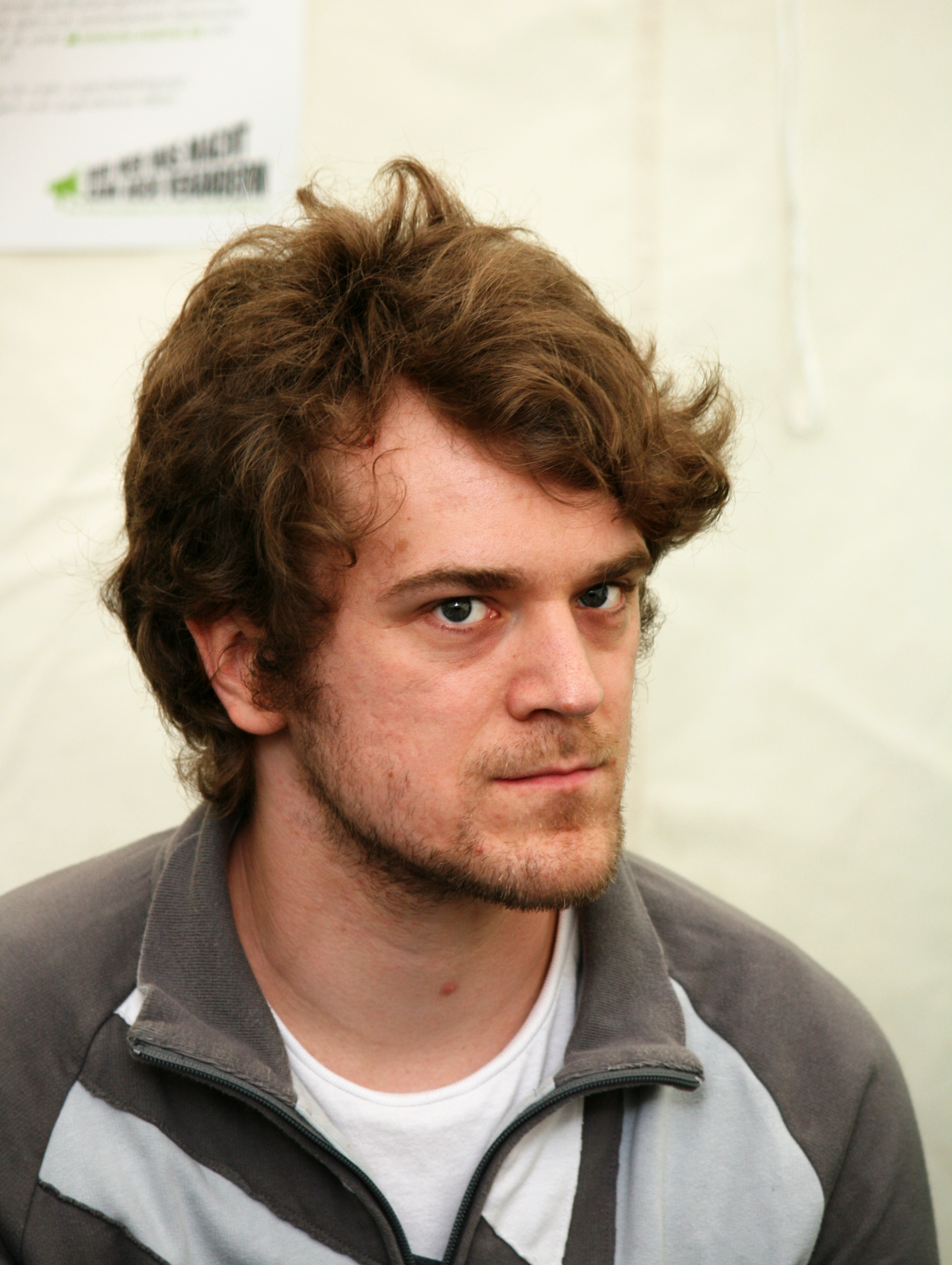
萨沙·马德森（Sascha Madsen）：打击乐器
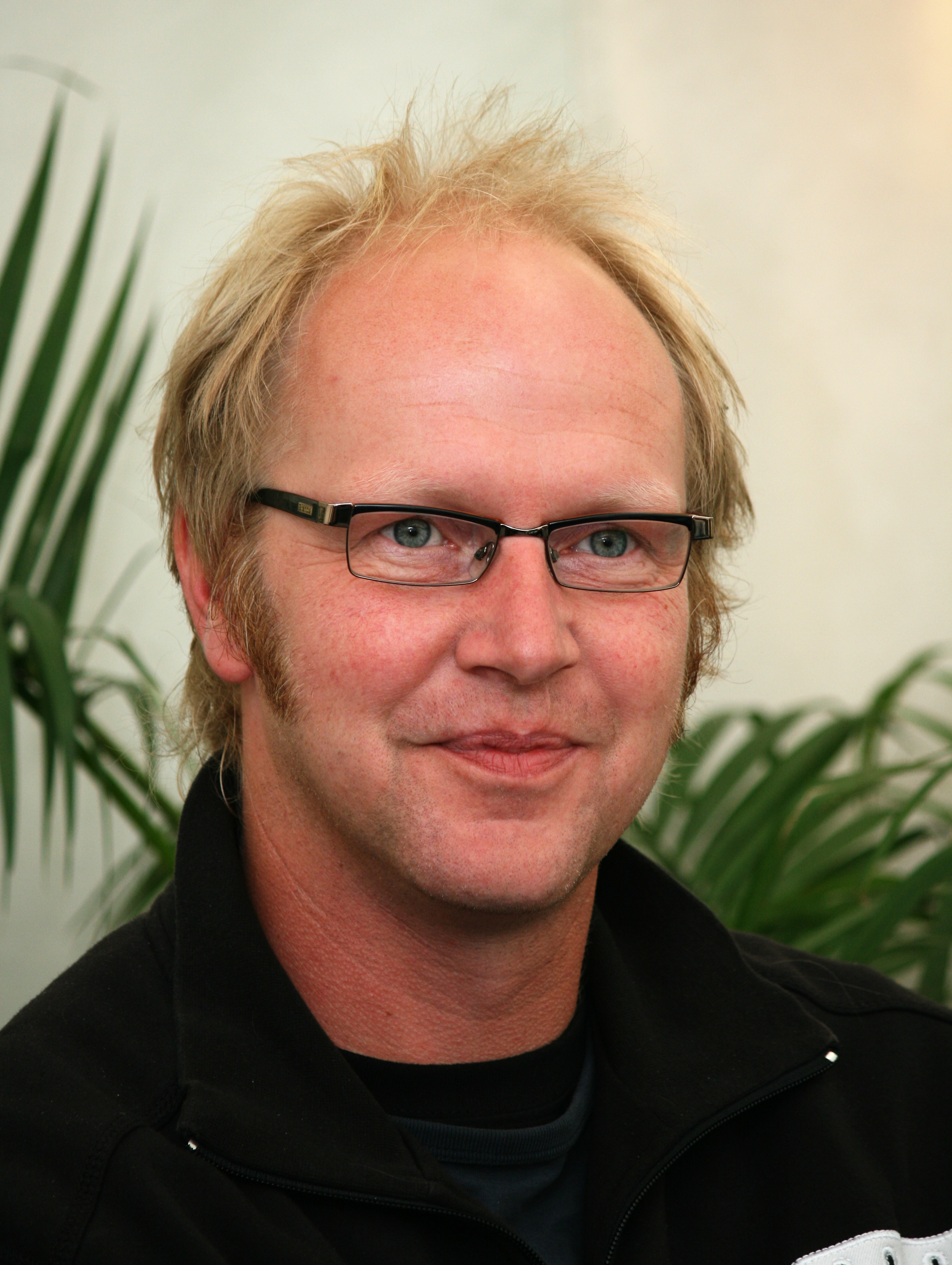
福尔克特·扬克（Folkert Jahnke）：键盘
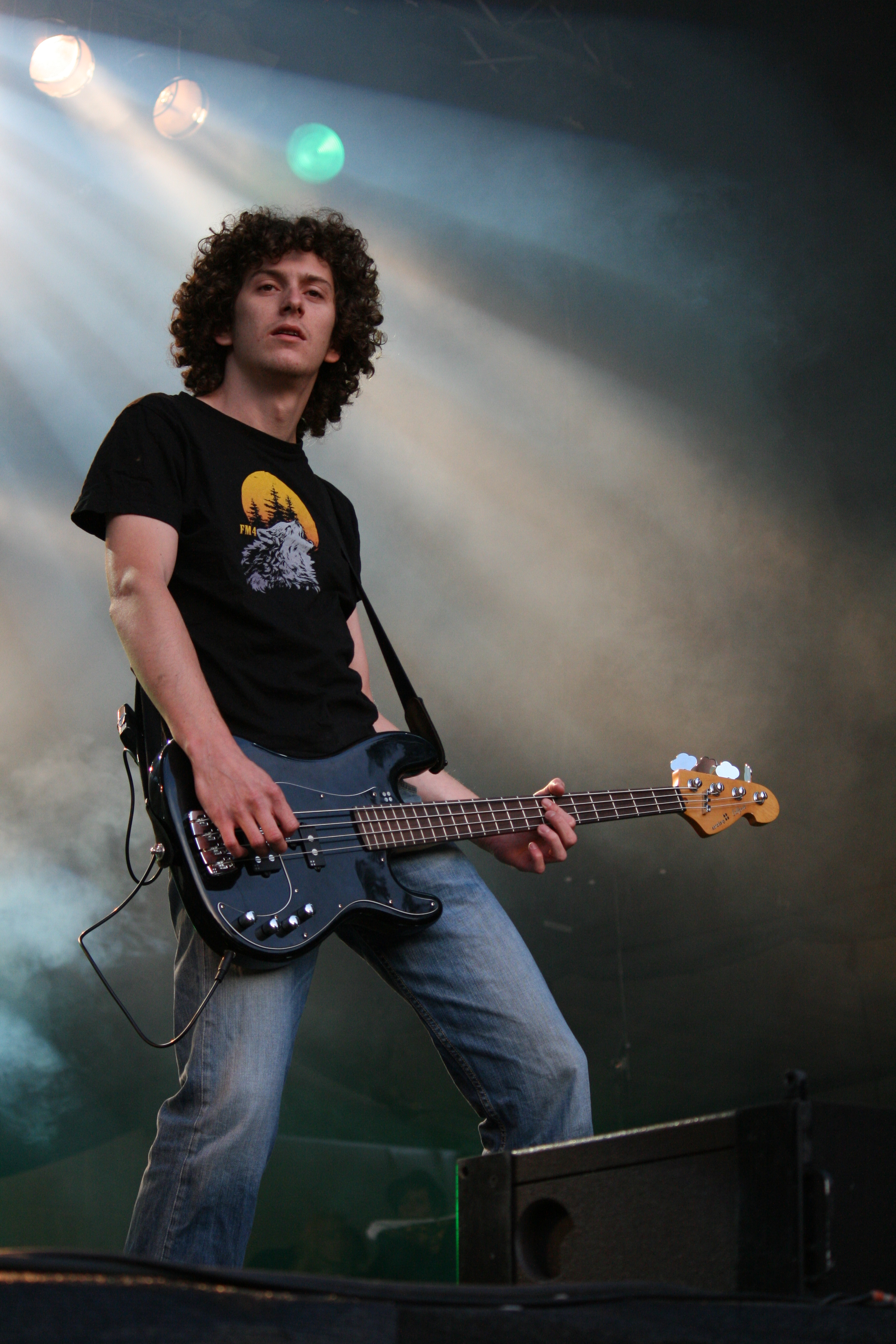
尼科·毛雷尔（Niko Maurer）：贝斯